# Феррел
Феррел (порт. Ferrel)  —  район (фрегезия) в Португалии,  входит в округ Лейрия. Является составной частью муниципалитета  Пенише. По старому административному делению входил в провинцию Эштремадура. Входит в экономико-статистический  субрегион Оэште, который входит в Центральный регион. Население составляет 2356 человек на 2001 год. Занимает площадь 13,87 км².
Покровителем района считается Дева Мария (порт. Nossa Senhora da Guia). 

## История
Район основан в 1985 году